# Agne Simonsson
Agne Simonsson (Gotemburgo, 19 de octubre de 1935-Gotemburgo, 22 de septiembre de 2020) fue un futbolista y entrenador sueco. Jugó para la Selección de fútbol de Suecia 51 encuentros y marcó veintisiete goles. Participó en la Copa Mundial de Fútbol de 1958, disputada en Suecia, marcando cuatro goles, en que su selección llegó a la final, perdiendo el partido cinco a dos con Brasil (uno de sus goles fueron en la final). A nivel de clubes, jugó en el Örgryte IS, el Real Madrid y la Real Sociedad.

## Trayectoria
Agne Simonsson surgió como delantero en el Örgryte IS en la década de 1950 y rápidamente se hizo su debut en la selección nacional. Durante la Copa Mundial de Fútbol de 1958, Simonsson pertenecía a los jugadores más brillantes con sus cuatro goles durante el torneo, incluyendo la final contra Brasil. En 1959 fue galardonado con el Guldbollen después de dos goles en el partido contra Inglaterra que se tradujo en una histórica victoria en Wembley (3:2), Después del partido, se comenzó a llamarlo "El Rey de Wembley". Durante un período fue futbolista en el club español Real Madrid, pero le era difícil tomar un puesto regular en el equipo de estrellas y emigró a la Real Sociedad. Finalmente regresó a Örgryte donde terminó su carrera.

### Carrera como técnico
Tras cerrar su carrera como futbolista en el Örgryte la temporada 1970, Simonsson se hizo cargo del puesto de entrenador de ese mismo equipo. Simonsson dirigió al Örgryte durante dos temporadas, las de 1971 y 1972, sin demasiado éxito.
En 1977 Simonsson se hizo cargo como técnico del BK Häcken, un modesto club de Göteborg. Durante los seis años que entrenó al Häcken este equipo tuvo un exitoso recorrido logrando ascender desde la Tercera División hasta la Allsvenskan. En su segunda temporada al frente del club logró el título de 3.ª División para posteriormente vencer en la promoción de ascenso y ascender a 2.ª División por primera vez desde 1951. En la temporada 1979 El Häcken logró el tercer puesto de la Segunda División y en le temporada 1980 el título de Segunda aunque no lograron vencer en la promoción de ascenso. En la temporada 1982 finalmente Simonsson logró el ansiado objetivo del Häcken, aunque el club se clasificó esta vez segundo de la categoría, la promoción sí fue exitosa y el Häcken entraba así por primera vez en su historia en la máxima categoría del fútbol sueco.
Este éxito le valió fichar por su antiguo club, el Örgryte IS de cara a la temporada 1983. Tras 2 temporadas ocupando plazas discretas en la tabla clasificatoria, 8.º y 9.º. finalmente Simonsson logró con el ÖIS el mayor éxito de la historia moderna del club durante la temporada de 1985. Ese año el  ÖIS se clasificó tercero en la temporada regular logrando una plaza en los play-offs por el título. El equipo formado por jugadores como Sören Börjesson, Jan Hellström o Glenn Martindahl eliminó al Kalmar FF en semifinales y se enfrentó a su gran rival local, el IFK Göteborg en la final del campeonato sueco. Tras vencer por 4:2 en el partido de ida, la derrota por 2:3 en la vuelta no fue suficiente para evitar que el Örgryte IS se alzara con su primer título nacional desde 1928. La temporada de 1986 fue sin embargo decepcionante para el Örgryte IS. Acabó la Liga en una discreta novena plaza y fue eliminado en la Copa de Europa de Fútbol en primera ronda por el campeón de la RDA, el Dynamo de Berlín. Al finalizar la temporada Simonsson fue cesado como entrenador del club y sustituido por Bob Houghton.
Simonsson finalizó su carrera como técnico en Grecia, entrenando al Iraklis FC de Salónica entre 1988 y 1990.
Falleció el 22 de septiembre de 2020 a causa de una neumonía.

## Clubes
| Club          | País    | Periodo   | PJ  | G  |
| ------------- | ------- | --------- | --- | -- |
| Örgryte IS    | Suecia  | 1955-1960 | 42  | 25 |
| Real Madrid   | España  | 1960–1964 | 3   | 1  |
| Real Sociedad | España  | 1964-1972 | 46  | 29 |
| Kilmarnock    | Escocia | 1972-1984 | 126 | 96 |

## Selección nacional

### Participaciones en Copas del Mundo
| Mundial                        | Sede   | Resultado  |
| ------------------------------ | ------ | ---------- |
| Copa Mundial de Fútbol de 1958 | Suecia | Subcampeón |

### Distinciones individuales
| Distinción | Año  |
| ---------- | ---- |
| Guldbollen | 1959 |